# Tatiana Botkina
Tatiana Ievguenievna Melnik-Botkina (en russe : Татьяна Евгеньевна Мельник-Боткина), née le 9 septembre 1898 à Saint-Pétersbourg et morte le 1er avril 1986 à Fontenay-aux-Roses est une jeune fille russe dont le père  Ievgueni Botkine, médecin de la famille impériale de Russie depuis 1908, fut fusillé par les Bolchéviks le 17 juillet 1918.

## Biographie
Tatiana Evguenievna Botkina a passé sa première enfance à Saint-Pétersbourg. La famille compte quatre enfants (l'aîné Serge étant mort à l'âge de 6 mois) :
- Dimitri (1894-1914)
- Youri (1896-1941) se marie en 1914 et a un enfant en 1917,
- Tatiana (1898-1986) épouse en 1918 Constantin Melnik (1893-1977) dont trois enfants
- Gleb (1900-1969) qui s'exila au japon puis en 1922 aux Etats-Unis

Après la nomination de son père en tant que leibmedik, sa famille s'installa à Tsarskoie Selo, d'abord au palais Catherine puis rue Sadovaia, tout près du parc du palais Alexandre. Elle reçut une éducation soignée et parlait quatre langues couramment (anglais, français, allemand et russe). Sa mère Olga (1872-1946) fut reçue une seule fois par l'impératrice mais, peu à l'aise, ne fut jamais réinvitée. Quelques années plus tard, elle devint la maîtresse du précepteur de ses enfants, Friedrich Lichinger. En 1911, le couple Botkine divorça et Olga Botkine se remaria avec Friedrich Lichinger. Tatiana et ses frères choisirent de rester avec leur père, à qui le couple impérial conserva sa confiance et son poste à la cour.
Les enfants Boktine étaient parfois reçus au palais, où ils devenaient des compagnons de jeu des enfants impériaux, dont ils avaient le même âge.
Durant son enfance la famille Botkine visita leur oncle Pierre Botkine, frère d'Eugène, diplomate en poste au Portugal. La jeune Tatiana fut choquée en voyant des gens se restaurer en terrasse à la vue de tous.
En 1914, son frère aîné Dimitri rejoignit son régiment des cosaques de sa majesté impériale et le puîné, Youri (Georges), s'engagea comme volontaire en tant que simple soldat. Dimitri tomba au champ d'honneur le 3 décembre 1914 à l'âge de 20 ans, premier et seul officier de son régiment à mourir au combat.  
Eugene Sergueievitch Botkine, qui assurait la supervision des hôpitaux que l'Impératrice avait ouverts au palais Alexandre pour soigner les grands blessés de guerre, transforma sa maison en hôpital pour convalescents et Tatiana Botkine y servit comme infirmière. Pendant la révolution de février, Eugène Botkine partagea l'emprisonnement du tsar et de sa famille au palais Alexandre, pendant que Tatiana poursuivait des études en vue de devenir institutrice. Lorsque les prisonniers furent envoyés à Tobolsk par le gouvernement provisoire, décision appuyée par Goutchkov, le propre cousin d'Eugène Botkine, Tatiana demeura à Tsarskoié Selo le temps d'organiser son passage et celui de son frère Gleb Botkin en Sibérie.   
À Tobolsk, Tatiana vécut dans la maison qui se trouvait en face de la demeure de la famille impériale mais n'avait pas le droit de leur rendre visite. Elle correspondait avec les filles de l'Empereur par des papiers roulés dans l'ourlet du manteau de son père. Lorsque son père décida de sa propre volonté de suivre la famille impériale à Ekaterinbourg, Tatiana Botkina se vit refuser la permission d'accompagner son père : « Vous êtes trop jeune pour mourir » lui affirma le commissaire politique. Elle regretta toute sa vie cette décision. L'assassinat de son père et de la famille impériale lui causa une douleur inconsolable.
Avant de prendre la décision de « laisser ses enfants orphelins », Eugène Botkine avait écrit à un jeune officier ukrainien d'origine cosaque, qui servait dans les chasseurs sibériens, Constantin Semionovitch Melnik, lui demandant de veiller sur sa fille. Constantin Melnik se trouvait alors en Ukraine. Il traversa à pied la Russie pour rejoindre Tobolsk, ses épaulettes d'officier dans sa poche. Arrivé à Tobolsk, il organisa la défense de la ville que les Blancs venaient d'abandonner. Il empêcha alors provisoirement la chute de Tobolsk aux mains des rouges avec une poignée de volontaires à peine sortis de l'adolescence.
Pour mieux remplir sa promesse faite au Docteur Botkine de protéger sa fille, Constantin Melnik épousa Tatiana. Le couple eut rapidement un enfant. Il rejoignit ensuite l'armée Koltchak où, il assura le contre-espionnage et la lutte contre la Tchéka, faisant fonction d'officier colonel. Afin de rallier à la cause des Armées blanches l'ataman Semenoff, Constantin Melnik partit en train blindé pour Vladivostok, emmenant avec lui son épouse et son jeune beau-frère, Gleb. C'est de là qu'il continua la lutte, avec le soutien, trop tardif, de l'ataman cosaque. Les deux époux quittèrent la ville par le dernier bateau, celui de la délégation serbe. Ils se réfugièrent en Yougoslavie puis en France, mais leur mariage ne résista pas aux rigueurs de l'exil et ils divorcèrent.
Tatiana et Constantin eurent trois enfants : Tatiana, Hélène et Constantin, le coordinateur des services secrets de France pendant la guerre d'Algérie, géo-stratège, éditeur et écrivain.
Durant la Seconde Guerre mondiale, son frère Iouri fut emprisonné par les nazis puis exécuté. Sa mère mourut de malnutrition à Berlin en 1945.
En 1926, à l'instar de son frère Gleb en 1928, Tatiana Botkine identifia, en Anna Anderson, Anastasia Nicolaïevna Romanov, quatrième fille du tsar Nicolas II, qu'elle soutint indéfectiblement jusqu'à sa mort.
Quelques années avant sa mort survenue à l'âge de 88 ans, aidée par sa petite-fille Catherine Melnik-Duhamel, elle écrivit ses mémoires sous le titre de Au temps des Tsars, avril 1980. Cet ouvrage, qui se terminait avec la fin de la guerre civile, fut suivi d'un second, qui traitait de l'exil : Anastasia retrouvée, Paris, Grasset, 1985.
Tatiana Botkine est enterrée au cimetière russe de Sainte-Geneviève-des-Bois, près de Paris.

## Ouvrages
- Souvenirs de la famille royale publié à Belgrade en 1921[6].
- Au temps des Tsars. Grasset. Paris 1980.
- Mémoires Anastasia retrouvée, Paris, Grasset, 1985.

Comme l'indique le titre, le livre est entièrement consacré à ses retrouvailles de 1926 à 1984 avec l'avant-dernier enfant de Nicolas II et d'Alix de Hesse.